# Hartmut Haubold
Hartmut Haubold (* 12. Januar 1941 in Halle (Saale)) ist ein deutscher Paläontologe.
Haubold war schon 1959/60 an Grabungen in der berühmten Geiseltal-Fundstelle nahe seiner Heimatstadt beteiligt. 1960 bis 1965 studierte er Geologie und Paläontologie in Halle (Diplomarbeit: Eine Fährtenfauna aus dem Buntsandstein Südthüringens) und war danach Assistent am Geologisch-Paläontologischen Institut. 1968 wurde er dort mit der Arbeit Die Tetrapodenfährten des Germanischen Buntsandsteins promoviert. 1978 habilitierte er sich mit Biostratigraphie und Fossilfazies des Permosiles im Thüringer Wald. 1978 wurde er Oberassistent und 1990 Dozent für Paläontologie. 1992 wurde er in Halle Professor. Im Jahre 2006 emeritierte er.
Haubold beschäftigte sich insbesondere mit fossilen Reptilien, speziell Dinosauriern und ihren Fährten. In seiner Diplomarbeit untersuchte er die frühen Rotodactylus-Fährten aus dem Buntsandstein Thüringens, früher Pseudosuchiern zugeschrieben, heute Vorläufern der Dinosaurier ähnlich dem südamerikanischen (in den 1970er Jahren entdeckten) Lagosuchus. 1990 beschrieb er den Emausaurus ernsti aus dem Unterjura bei Greifswald. Haubold schrieb auch zwei deutschsprachige Standardwerke über Dinosaurier bzw. Dinosaurierfährten.

## Schriften
- Saurierfährten, Ziemsen, Wittenberg 1984
- Die Dinosaurier, Ziemsen, Wittenberg 1989 (Neue Brehm Bücherei)
- Eine Pseudosuchier-Fährtenfauna aus dem Buntsandstein Südthüringens, Hallesches Jahrbuch für mitteldeutsche Erdgeschichte, Bd. 8, 1966, S. 12–48
- Die Tetrapodenfährten des Buntsandstein und ihre Äquivalente in der gesamten Trias, Paläontologische Abhandlungen, Abteilung A, Paläozoologie, Berlin, Bd. 4, 1971, S. 395–548
- Stratigraphische Grundlagen des Stefan C und Rotliegenden im Thüringer Wald, Schriftenreihe geologische Wissenschaften, Berlin, Bd. 23, 1985
- mit Rudolf Daber: Lexikon der Fossilien, Minerale und geologischen Begriffe, Edition Leipzig 1988
- mit Ludwig Rüffle, Günter Krumbiegel Das eozäne Geiseltal: ein mitteleuropäisches Braunkohlenvorkommen und seine Pflanzen- und Tierwelt. (= Die Neue Brehm-Bücherei. Band 237). Wittenberg, Ziemsen 1983
- mit Oskar Kuhn Lebensbilder und Evolution fossiler Saurier, Amphibien und Reptilien, Wittenberg, Ziemsen, 1961, 2. Auflage 1981
- mit Günther Schaumberg: Die Fossilien des Kupferschiefer. (= Die Neue Brehm-Bücherei.). 1985, 2. Auflage 2006
- Das Geiseltal. Lebensbilder aus der Braunkohlenzeit, in Werner K. Weidert, Klassische Fundstellen der Paläontologie, Band 3, Goldschneck Verlag 1995